# Chloris roxburghiana
Chloris roxburghiana är en gräsart som beskrevs av Schult.. Chloris roxburghiana ingår i släktet kvastgrässläktet, och familjen gräs. Inga underarter finns listade i Catalogue of Life.